# Saint-Perdoux (Lot)
Saint-Perdoux é uma comuna francesa na região administrativa de Occitânia, no departamento de Lot. Estende-se por uma área de 12,53 km². Em 2010 a comuna tinha 221 habitantes (densidade: 17,6 hab./km²).